# エル・パルド条約 (1761年)
エル・パルド条約（エル・パルドじょうやく、英語: Treaty of El Pardo）は、1761年2月12日に、スペイン王国とポルトガル王国の間で締結された条約。
1756年にグアラニー戦争が勃発、1759年にカルロス3世がスペイン王に即位すると、彼はポルトガルとの条約改正の必要性を感じた。
条約により、1750年1月のマドリード条約の条項が全て廃止された。
廃止の理由は広大な未開発の土地を持つスペイン領とポルトガル領南アメリカでは国境の測定が難しく、1750年代の試みが失敗したことにある。